# Dorf an der Enns
Dorf an der Enns ist eine Katastralgemeinde der Gemeinde Haidershofen im Bezirk Amstetten in Niederösterreich.

## Geografie
Der Ort liegt nordöstlich von Haidershofen und etwa 1 km östlich der Enns. Zur Ortschaft zählen auch Hainbuch, die Rotten Aichberg, Püreck und Unterburg und weitere Lagen.

## Siedlungsentwicklung
Zum Jahreswechsel 1979/1980 befanden sich in der Katastralgemeinde 109 Bauflächen mit zusammen 36.982 m² und 121 Gärten mit 265.485 m² und auch 1989/1990 waren es 109 Bauflächen. Zum Jahreswechsel 1999/2000 war die Zahl der Bauflächen auf 476 angewachsen, wobei 156 Gebäude bestanden. 2009/2010 waren es 320 Gebäude auf 715 Bauflächen.

## Geschichte
Im Jahr 1822 wurde der Ort als Dorf samt Schloss und 16 Häusern genannt, das nach Haidershofen eingepfarrt war, wohin auch die Kinder eingeschult wurden. Die Herrschaft Dorf an der Enns besaß die Ortsobrigkeit, die Herrschaft Burg Enns übte die Landgerichtsbarkeit aus und die Herrschaft Gleink besorgte die Konskription. Die Untertanen und Grundholde des Ortes gehörten der Herrschaft Dorf an der Enns. Laut Adressbuch von Österreich waren im Jahr 1938 in Dorf an der Enns ein Binder, ein Fleischer, zwei Gastwirte, ein Gemischtwarenhändler, ein Rauchfangkehrer, ein Schmied, ein Schneider, ein Viehhändler, ein Wagner und einige Landwirte ansässig.

## Öffentliche Einrichtungen
In Dorf befindet sich ein Kindergarten.

## Landwirtschaft
Die Katastralgemeinde ist landwirtschaftlich geprägt. 266 Hektar wurden zum Jahreswechsel 1979/1980 landwirtschaftlich genutzt und 100 Hektar waren forstwirtschaftlich geführte Waldflächen. 1999/2000 wurde auf 252 Hektar Landwirtschaft betrieben und 105 Hektar waren als forstwirtschaftlich genutzte Flächen ausgewiesen. Ende 2018 waren 216 Hektar als landwirtschaftliche Flächen genutzt und Forstwirtschaft wurde auf 109 Hektar betrieben. Die durchschnittliche Bodenklimazahl von Dorf an der Enns beträgt 48,4 (Stand 2010).

## Verkehr
Westlich von Dorf gibt es eine Haltestelle der Rudolfsbahn.

## Sehenswürdigkeiten
- Schloss Imhof